# Прибой (серия комиксов)
«Прибой» (англ. Undertow) — ограниченная серия комиксов, которую в 2014 году издавала компания Image Comics.

## Синопсис
Главным героем является Редум Аншаргал. Он ведёт беженцев из Атлантиды, в которой устоялась плутократия.

## История создания
Орландо описывал своё произведение как «историю об Атлантиде без Атлантиды». Сравнивая его с «20 000 лье под водой», он называл комикс «20 000 лье над морем». Сценарист «хотел перенести Атлантиду в наши дни». Стив проводил параллели между своим главным героем и капитаном Немо. О Траханове он узнал, когда увидел его веб-комикс Mad Blade. Ему понравилась работа россиянина, и Орландо связался с ним по электронной почте.

### Выпуски
| № | Название                                                                    | Дата выхода     | Оценка на Comic Book Roundup    | Предполагаемый объём продаж (первый месяц) |
| - | --------------------------------------------------------------------------- | --------------- | ------------------------------- | ------------------------------------------ |
| 1 | Жезл мессии (англ. Messiah Ward)                                            | 19 февраля 2014 | 7,4 из 10 на основе 23 рецензий | 14 859, позиция в Северной Америке — 127   |
| 2 | Если ты боишься умирать (англ. If You Fear Dying)                           | 19 марта 2014   | 8,1 из 10 на основе 8 рецензий  | 9 247, позиция в Северной Америке — 198    |
| 3 | И тогда выскочил дьявол (англ. Up Jumped the Devil)                         | 23 апреля 2014  | 8,8 из 10 на основе 8 рецензий  | 7 291, позиция в Северной Америке — 234    |
| 4 | Доброта незнакомцев (англ. The Kindness of Strangers)                       | 21 мая 2014     | 8,5 из 10 на основе 6 рецензий  | 6 114, позиция в Северной Америке — 255    |
| 5 | Один день в шкуре льва (англ. One Day as a Lion)                            | 25 июня 2014    | 8,4 из 10 на основе 6 рецензий  | 5 270, позиция в Северной Америке — 281    |
| 6 | Вот идёт она, мой прекрасный мир (англ. There She Goes, My Beautiful World) | 23 июля 2014    | 8,5 из 10 на основе 8 рецензий  | н/д                                        |

### Сборники
| Название                                                      | Тип            | Дата выхода      | Собранный материал | Кол-во страниц | ISBN                       | Предполагаемый объём продаж (первый месяц) |
| ------------------------------------------------------------- | -------------- | ---------------- | ------------------ | -------------- | -------------------------- | ------------------------------------------ |
| Прибой: Зов лодочника (англ. Undertow Vol. 1: Boatman’s Call) | Мягкая обложка | 17 сентября 2014 | Undertow #1-6      | 192            | 978-1632150134, 1632150131 | 1 217, позиция в Северной Америке — 87     |

## Отзывы
На сайте Comic Book Roundup серия имеет оценку 8,3 из 10 на основе 59 рецензий. Майк Логсдон из IGN дал первому выпуску 9,8 балла из 10 и похвалил художника. Мэрикейт Джаспер из Comic Book Resources понравилось, что «Орландо решил сделать свою Атлантиду политической». Пирс Лидон из Newsarama поставил дебюту оценку 8 из 10 и отметил «большой потенциал, который действительно перекрывает пару недостатков». Майкл Моччио с того же портала дал первому выпуску 7 баллов из 10 и написал, что «хотя его начало не самое сильное, сценарист Стив Орландо быстро реабилитируется». Джен Апрахамян из Comic Vine вручила дебюту 4 звезды из 5 и посчитала, что «„Прибой“ интригует, отчасти потому, что даёт нам новый угол обзора научно-фантастического/приключенческого комикса, а отчасти потому, что наполнен захватывающими визуальными эффектами».